# Naturbruksgymnasiet Nuntorp

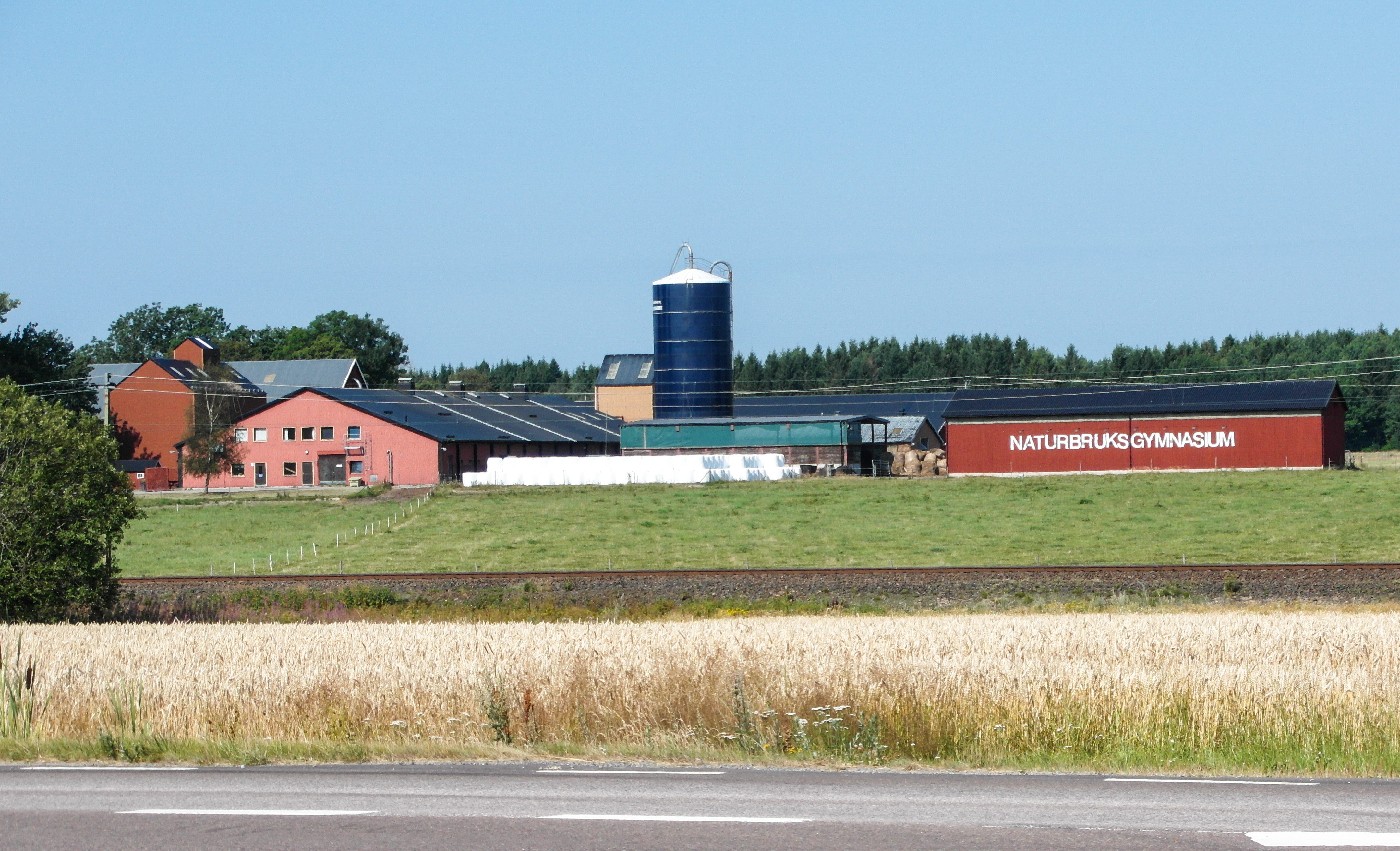
Naturbruksgymnasiet Nuntorp, juli 2014

Naturbruksgymnasiet Nuntorp är ett naturbruksgymnasium i Brålanda. Skolan är belägen i Brålanda 2 mil norr om Vänersborg och har cirka 150 elever. Skolan har ett internat med cirka 70 platser.
Skolan har två inriktningar i det treåriga naturbruksprogrammet, lantbruk och djur. Båda är yrkesförberedande och ger möjlighet till högskolebehörighet. Inom inriktning lantbruk kan eleverna välja mellan yrkesutgångarna växtodling, lantbruksdjur och skogsbruk. Inom inriktning djur kan eleverna välja mellan utgångarna hästhållning-ridning/körning och hästhållning-lantbruksdjur.
Förutom gymnasieskola bedrivs särskola, dels gymnasiesärskola med fyraårigt naturbruksprogram, dels träningssärskola på uppdrag av kommunerna. 